# ناحیه یاوان
ناحیهٔ یاوان (به تاجیکی: Ноҳияи Ёвон) یکی از ناحیه‌های اداری ولایت ختلان است که در جنوب کشور تاجیکستان جای دارد و مرکز این ناحیه، جماعت یاوان است که تا شهر دوشنبه ۵۴ کیلومتر فاصله دارد.

## مردم
بر پایهٔ آمار سال ۲۰۰۹ میلادی، این ناحیه ۱۷۶٫۲۰۰ نفر جمعیت داشته‌است. مردم این ناحیه به زبان فارسی تاجیکی سخن می‌گویند و پیرو مذهب حنفی می‌باشند.

## حکومت
سرور ناحیهٔ یاوان، رئیس حکومت آن است که توسط رئیس جمهور تاجیکستان برگزیده می‌شود، نهاد قانونگذاری ناحیهٔ یاوان، مجلس نمایندگان خلق می‌باشد که توسط رأی‌دهندگان این ناحیه برای ۵ سال انتخاب می‌شوند.

## تقسیمات
جماعت‌های این ناحیه بشرح زیر است:
| بخش‌های ناحیهٔ یاوان |       |
| جماعت (بخش)        | جمعیت |
| دهنه               | ۱۲۷۴۴ |
| آزادی              | ۱۷۵۰۵ |
| چهارگل             | ۱۰۶۳۱ |
| گلسره یوسفووا      |       |
| آب مُکی             | ۱۹۳۴۷ |
| نارین              | ۱۴۴۴۰ |
| ستاره سرخ          | ۱۳۶۷۷ |
| حیات نو            | ۲۲۴۳  |
| یاوان              | ۲۰۲۰۹ |